# Ejido Leona Vicario (Tabasco)
Leona Vicario es un ejido del municipio de Balancán ubicado en la subregión de los Ríos del estado mexicano de Tabasco.

## Geografía
La localidad se ubica a 12.5 kilómetros (en dirección norte) de la localidad de Balancán de Domínguez, la cabecera y lugar más poblado del municipio. Se sitúa en las coordenadas geográficas 17°41′33″N 91°32′35″O / 17.692500, -91.543056, a una elevación de 12 metros sobre el nivel del mar.

## Demografía
Según el Conteo de Población y Vivienda 2020, efectuado por el Instituto Nacional de Estadística y Geografía, la localidad de Leona Vicario tiene 588 habitantes, de los cuales 286 son del sexo masculino y 302 del sexo femenino. Su tasa de fecundidad es de 2.17 hijos por mujer y tiene 169 viviendas particulares habitadas.
| Gráfica de evolución demográfica de Leona Vicario entre 1940 y 2020 |
|                                                                     |
| INEGI.                                                              |